# Stade de l'Aube

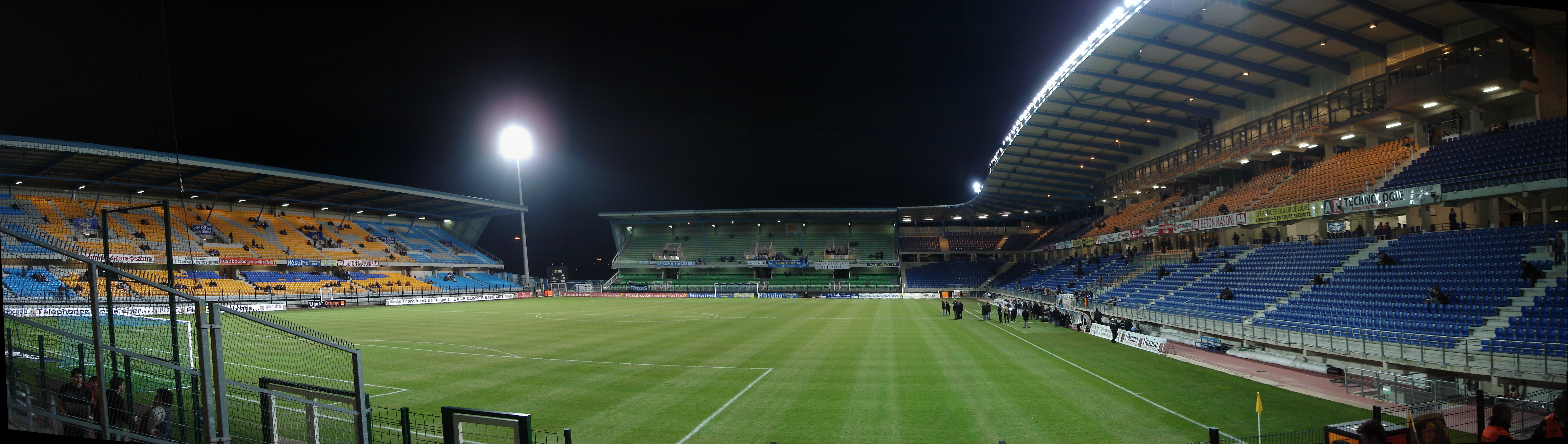
Imagen panorámica del Stade de l'Aube.

El Stade de l'Aube es un estadio de fútbol de la ciudad de Troyes en el departamento de Aube, Francia. Fue inaugurado en 1924 y después de su última renovación en 2004 alcanzó una capacidad aproximada  para 21 000 personas, es el estadio del club E. S. Troyes A. C., equipo de la Ligue 2.